# صائمه
صائمه (انگلیسی: Saima Noor؛ زادهٔ ۵ مهٔ ۱۹۶۷) هنرپیشه است. وی از سال ۱۹۸۷ میلادی تاکنون مشغول فعالیت بوده‌است.
از فیلم‌ها یا برنامه‌های تلویزیونی که وی در آن نقش داشته‌است می‌توان به محبت‌ها، جگنی، بلی و ظل شاه اشاره کرد.
وی همچنین برندهٔ جوایزی همچون جایزه نگار شده‌است.